# Eugeniusz Bedeniczuk
Eugeniusz Bedeniczuk (ur. 6 stycznia 1961 w miejscowości Lachy k. Klejnik w pow. hajnowskim, zm. 2 maja 2023 w Bielsku Podlaskim) – polski lekkoatleta, trójskoczek, olimpijczyk z Barcelony (1992).

## Życiorys
Urodził się w Lachach koło Klejnik w powiecie hajnowskim. Najpierw uczył się w szkole podstawowej Gorodczynie a następnie w Klejnikach. Doskonale grał w piłkę ręczną od młodych lat.  Uczył się w ZSZ w Hajnówce, gdzie rozpoczął lekkoatletyczne treningi pod kierunkiem Sergiusza Juziuczuka. Od 1979 kontynuował naukę w Technikum Mechanicznym w Łapach. Absolwent warszawskiej AWF. Nauczyciel wychowania fizycznego, trener. W 1993 r. wskutek konfliktu z działaczami Jagiellonii przeniósł się do białostockiego klubu Podlasie.

## Życie prywatne
Mieszkał w Bielsku Podlaskim. Jego syn Bartłomiej także uprawia lekkoatletykę. Miał również dwie córki.

## Osiągnięcia
Zawodnik klubów: AZS Białystok, UWKS WAT Warszawa, Juvenia Białystok, Jagiellonia Białystok i Podlasie Białystok.
Finalista igrzysk olimpijskich w Barcelonie (12 m.) i mistrzostw Europy w Splicie (1990). Zwycięzca zawodów Pucharu Europy grupy B w 1991 (16,82 m).
Na mistrzostwach Polski seniorów na otwartym stadionie zdobył cztery medale w trójskoku, w tym złoto (1992), srebro (1991) i 2-krotnie brąz (1990, 1993).
 Zdobył trzy medale na halowych mistrzostwach Polski –  złoto (1992 i 2-krotnie srebro (1990, 1991).

## Rekordy życiowe
Wielokrotny rekordzista Regionu Podlaskiego w trójskoku, rekordzista w skoku w dal.
- trójskok – 17,08 m (6 czerwca 1992, Lublin – 4. wynik w historii polskiej lekkoatletyki[6]) oraz 17,15 m (10 czerwca 1990, Łódź; +3,4 m/s[6]) – wynik uzyskany podczas skoku przy zbyt silnym sprzyjającym wietrze, przekraczającym dopuszczalne regulaminem 2,0 m/s
- skok w dal – 7,61 m (rekord województwa - 21.05.1989, Białystok)[7]
- rzut oszczepem – 63,66 m (4 czerwca 1995, Biała Podlaska)